# Büderscheid
Büderscheid (Frans: Buderscheid, Luxemburgs: Bidscht) is een plaats in de gemeente Goesdorf en het kanton Wiltz in Luxemburg.
Büderscheid telt 120 inwoners (2001).

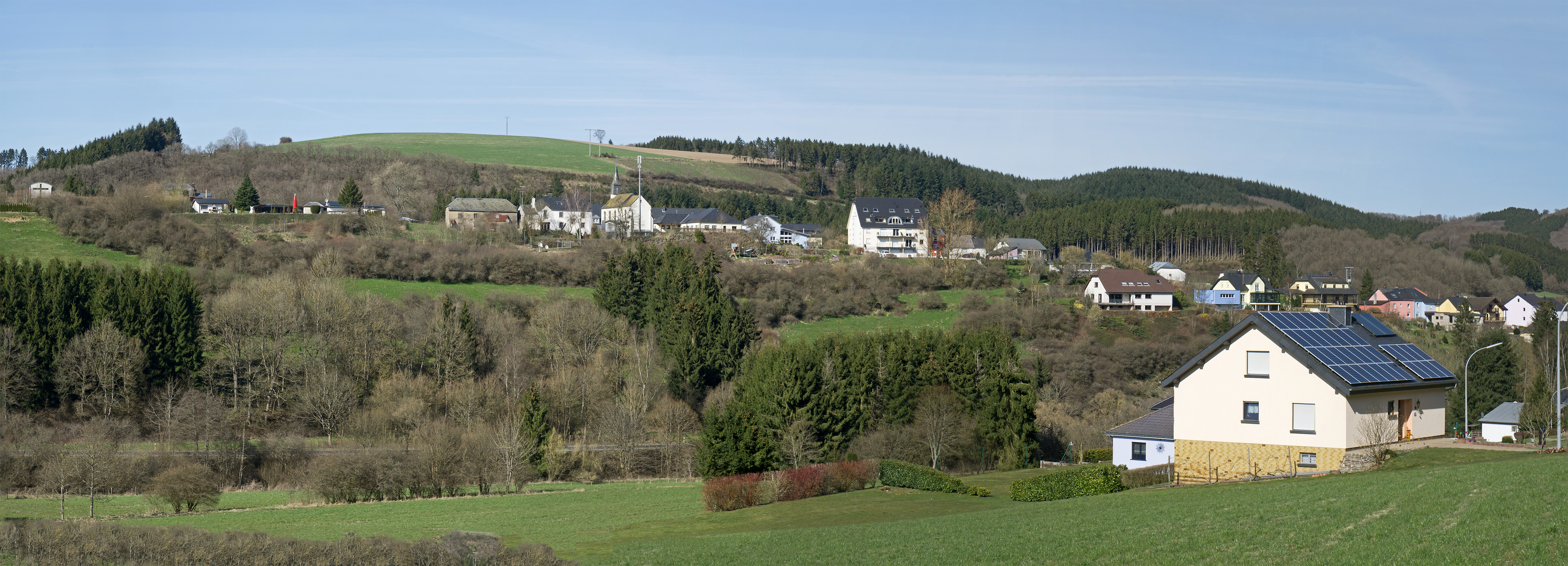
Uitzicht over de plaats